# Ортомиксовирусы
Ортомиксовирусы (лат. Orthomyxoviridae) — семейство РНК-содержащих вирусов из порядка Articulavirales. Диаметр вирусных частиц 80—120 нм. Нуклеокапсид спиральный, заключён в липопротеидную оболочку. Содержат 7—8 фрагментов одноцепочечной линейной РНК (общая мол. м. 5 000 000). Вирионная РНК неинфекционна и комплементарна информационной РНК. Размножаются в ядре и цитоплазме клеток птиц, млекопитающих; созревают путём почкования на плазматической мембране клеток. Распространяются без переносчика. Поражают дыхательные органы. Типичные представители — вирусы гриппа (Influenza A—D virus).

## Классификация
На январь 2019 года к семейству относят 9 видов в 7 родах:
- Род Alphainfluenzavirus [syn. Influenzavirus A, Influenza virus A]
  - Influenza A virus
- Род Betainfluenzavirus [syn. Influenzavirus B, Influenza virus B]
  - Influenza B virus
- Род Gammainfluenzavirus [syn. Influenzavirus C, Influenza virus C]
  - Influenza C virus
- Род Deltainfluenzavirus [syn. Influenzavirus D]
  - Influenza D virus
- Род Isavirus
  - Salmon isavirus [syn. Infectious salmon anemia virus]
- Род Quaranjavirus
  - Johnston Atoll quaranjavirus [syn. Johnston Atoll virus]
  - Quaranfil quaranjavirus [syn. Quaranfil virus]
- Род Thogotovirus
  - Dhori thogotovirus [syn. Dhori virus]
  - Thogoto thogotovirus [syn. Thogoto virus]